# Bankietka

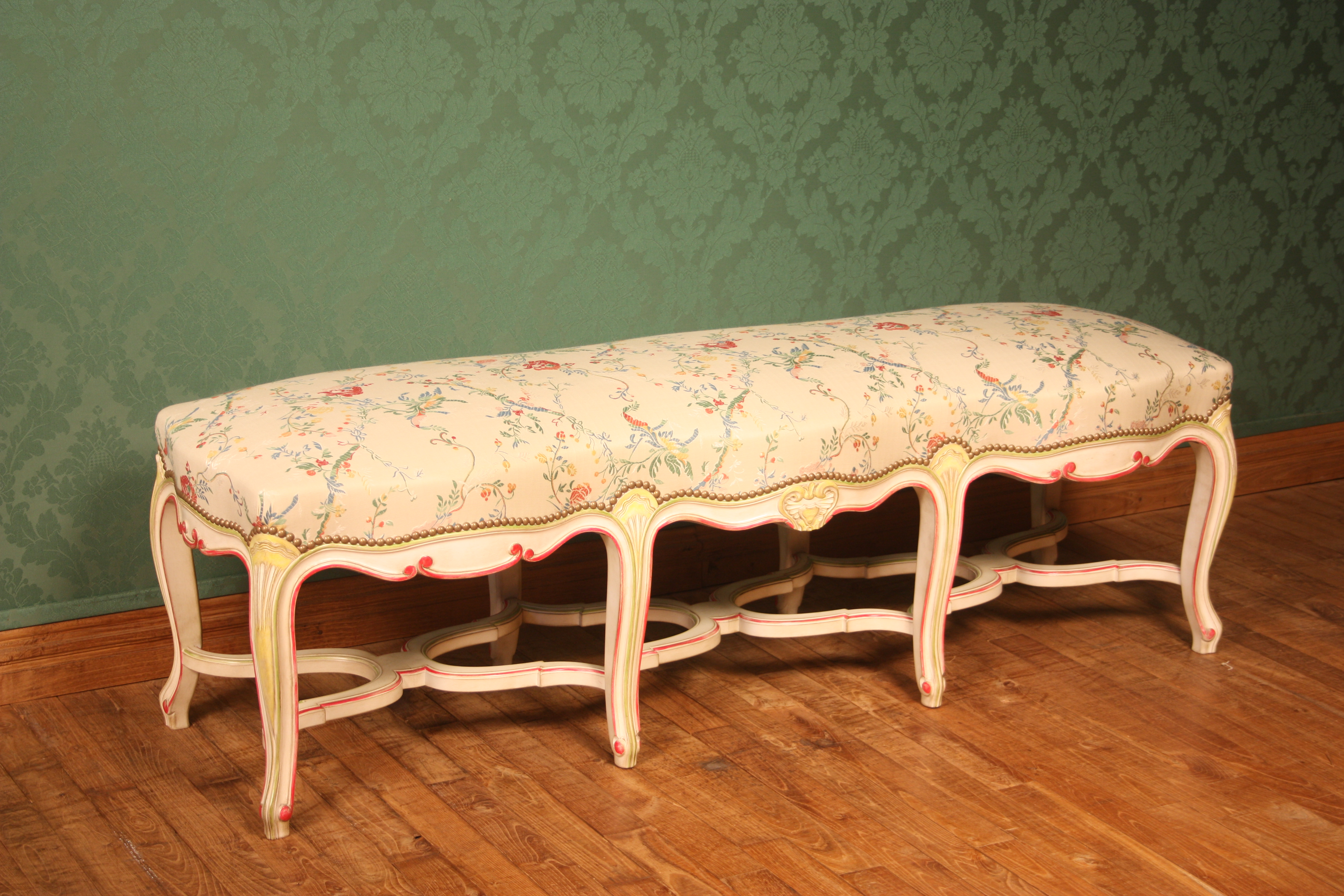
Replika bankietki w stylu Ludwika XV

Bankietka – rodzaj mebla. Niewielka, lekka, miękko wyścielona lub wyplatana ławka. Bankietka była pozbawiona oparcia, czasami posiadała niskie poręcze boczne. Siedzisko spoczywało na czterech, sześciu lub ośmiu nogach. Mebel był często rzeźbiony, malowany i złocony. Ustawiano go pod ścianami i we wnękach okiennych w salach balowych i koncertowych, w pomieszczeniach recepcyjnych, holach i korytarzach.
Bankietka pojawiła się we Francji w połowie XVII wieku, popularna była w XVIII wieku.